# Cristina Laslo
Cristina Laslo (født 10. april 1996 i Cluj-Napoca) er en kvindelig rumænsk håndboldspiller, der spiller for CS Gloria Bistrița-Năsăud i Liga Naţională og Rumæniens kvindehåndboldlandshold.
Hun blev udtaget til landstræner Adrian Vasiles trup ved VM i kvindehåndbold 2021 i Spanien, hvor det rumænske hold blev nummer 13.